# ESPN Enterprises
ESPN Enterprises a été créée en novembre 1992 comme une filiale de ESPN Inc. Le but de cette filiale est de développer de nouveaux produits pour et autour du réseau ESPN. 

Comme le reste du réseau ESPN, ESPN Enterprises appartient à 80 % à la Walt Disney Company et à 20 % à Hearst Corporation.

## Les différentes entités
- ESPN The Games : ESPN finance des événements sportifs tels que les X Games, le NFL PrimeTime, le MLS GameNight, la NBA 2Night et l'International Track & Field.

- ESPN Retail : ESPN fait produire et vend des objets dans les boutiques des ESPN Zone et par internet sur ESPN.com.

- ESPN Video : ESPN vend des vidéos, plus de 100 titres par l'intermédiaire de Buena Vista Home Entertainment, une filiale de Disney.

- ESPN Music : ESPN vend aussi des disques de musiques sportives dont Jock Jams I, II, III, IV (tous disque de platine), Jock Rock I (disque d'or) & 2 et Slam Jams.

- ESPN Books : ESPN publie plusieurs magazines et journaux dont ESPN The Magazine, SportsCentury ou ESPN Almanac ainsi que Outtakes avec Dan Patrick, une version étendue de ses articles.

- ESPN Regional Entertainment : c'est cette entité qui gère les ESPN Zone et l'ESPN Club du Disney's BoardWalk à Orlando.

- ESPN Sports Poll : ESPN possède son propre institut de sondage afin d'avoir des chiffres sur les attitudes et comportements liés au sport des clients.